# Castor (mouilleur de mines)
Pour les articles homonymes, voir Castor.
Le Castor est un navire de guerre qui a servi de 1916 à 1928 dans la marine impériale russe, puis celle des Russes blancs, puis dans la marine nationale française de 1928 à 1942, et brièvement dans la Regia Marina italienne fin 1942 à début 1943.